# Charles Graham Baker
Pour les articles homonymes, voir Baker.
Charles Graham Baker, né le 16 juillet 1883 à Evansville, dans le comté de Vanderburgh, dans l'Indiana, et mort le 15 mai 1950 à Reseda, dans la vallée de San Fernando, à Los Angeles, est un scénariste américain. Il écrivit plus de 170 films entre 1915 et 1948.

## Biographie
Charles Graham Baker a inventé le jeu Gin rami avec son père en 1909 

## Filmographie partielle

### Comme scénariste
- 1920 : The Silent Avenger de William Duncan
- 1922 : The Little Minister de David Smith
- 1923 : Le Mur (The Man Next Door) de Victor Schertzinger
- 1926 : My Official Wife de Paul Ludwig Stein
- 1927 : Finger Prints de Lloyd Bacon
- 1927 : L'Enfer noir (White Flannels) de Lloyd Bacon
- 1928 : Le Fou chantant (The Singing Fool) de Lloyd Bacon
- 1929 : Honky Tonk de Lloyd Bacon
- 1933 : Nuits de Broadway (Broadway Through a Keyhole) de Lowell Sherman
- 1940 : Le Robinson suisse (Swiss Family Robinson)
- 1945 : Danger Signal de Robert Florey
- 1946 : Shadow of a Woman de Joseph Santley
- 1948 : Le Destin du fugitif (Four Faces West) d'Alfred E. Green